# Konklawe 1721
Konklawe 31 marca – 8 maja 1721 – konklawe, w wyniku którego Innocenty XIII został następcą Klemensa XI.

## Śmierć Klemensa XI
Papież Klemens XI zmarł 19 marca 1721 roku. Jego ponad 20-letni pontyfikat nie był pomyślny dla papiestwa. Niefortunna ingerencja w wojnę o sukcesję hiszpańską spowodowała inwazję austriacką na Państwo Kościelne, a traktaty pokojowe w Rastatt i Utrechcie pozbawiły Stolicy Apostolskiej uprawnień suwerena wobec królestwa Sycylii (które było lennem papieskim od XI wieku) oraz Parmy i Piacenzy (podlegały papieżom od XVI wieku). Papiestwo de facto przestało się liczyć w polityce europejskiej.

## Lista uczestników
W konklawe wzięło udział 56 z 68 żyjących kardynałów, jednak jeden z nich z powodu choroby opuścił je jeszcze przed zakończeniem:
- Sebastiano Antonio Tanara (nominacja kardynalska 12 grudnia 1695) – kardynał biskup Ostia e Velletri; dziekan Świętego Kolegium Kardynałów; prefekt Świętej Kongregacji ds. Kościelnych Immunitetów; prefekt ds. ekonomicznych Świętej Kongregacji Rozkrzewiania Wiary; komendatariusz opactwa terytorialnego Nonantola
- Vincenzo Maria Orsini OP (22 lutego 1672) – kardynał biskup Porto e Santa Rufina; subdziekan Świętego Kolegium Kardynałów; administrator archidiecezji Benewent
- Francesco del Giudice (13 lutego 1690) – kardynał biskup Frascati; administrator archidiecezji Monreale; sekretarz Świętej Kongregacji Rzymskiej i Powszechnej Inkwizycji
- Fabrizio Paolucci (22 lipca 1697) – kardynał biskup Albano; sekretarz stanu Stolicy Apostolskiej; penitencjariusz większy; prefekt Świętej Konsulty; prefekt Świętej Kongregacji ds. Awinionu; prefekt Świętej Kongregacji ds. Sanktuarium w Loreto; prefekt Świętej Kongregacji ds. Fermo; proprefekt Świętej Kongregacji ds. Obrzędów
- Francesco Pignatelli CRT (17 grudnia 1703) – kardynał biskup Sabiny; arcybiskup Neapolu
- Francesco Barberini (13 listopada 1690) – kardynał biskup Palestriny; prefekt Świętej Kongregacji ds. Wód, Bagien Pontyjskich i Doliny Chiana; prefekt Świętej Kongregacji ds. Korekty Ksiąg Obrządków Wschodnich; komendatariusz opactw terytorialnych Farfa i Subiaco
- Jacopo Boncompagni (12 grudnia 1695) – kardynał prezbiter S. Maria in Via; arcybiskup Bolonii
- Giuseppe Sacripanti (12 grudnia 1695) – kardynał prezbiter S. Prassede; prefekt generalny Świętej Kongregacji Rozkrzewiania Wiary; prodatariusz Jego Świątobliwości
- Giorgio Cornaro (22 lipca 1697) – kardynał prezbiter Ss. XII Apostoli; arcybiskup Padwy
- Lorenzo Corsini (17 maja 1706) – kardynał prezbiter S. Pietro in Vincoli
- Francesco Acquaviva d’Aragona (17 maja 1706) – kardynał prezbiter S. Cecilia; protektor Hiszpanii; ambasador Hiszpanii przy Stolicy Apostolskiej
- Tommaso Ruffo (17 maja 1706) – kardynał prezbiter S. Maria in Trastevere; arcybiskup Ferrary
- Orazio Filippo Spada (17 maja 1706) – kardynał prezbiter S. Onofrio; arcybiskup Osimo
- Filippo Antonio Gualterio (17 maja 1706) – kardynał prezbiter S. Crisogono
- Giuseppe Vallemani (17 maja 1706) – kardynał prezbiter S. Maria degli Angelli alla Terme
  - Giandomenico Paracciani (17 maja 1706) – kardynał prezbiter S. Anastasia; wikariusz generalny diecezji rzymskiej; prefekt Świętej Kongregacji ds. Biskupów i Zakonników (opuścił konklawe z powodu choroby 28 kwietnia)
- Carlo Agostino Fabroni (17 maja 1706) – kardynał prezbiter S. Agostino; prefekt Świętej Kongregacji Indeksu
- Pietro Priuli (17 maja 1706) – kardynał prezbiter S. Marco; biskup Bergamo; komendatariusz opactwa terytorialnego Vangadizza
- Michelangelo de' Conti (7 czerwca 1706) – kardynał prezbiter Ss. Quirico e Giulitta; prefekt Świętej Kongregacji ds. Granic Państwa Kościelnego; protektor Portugalii
- Ulisse Giuseppe Gozzadini (15 kwietnia 1709) – kardynał prezbiter S. Croce in Gerusalemme; arcybiskup Imoli
- Ludovico Pico della Mirandola (18 maja 1712) – kardynał prezbiter S. Silvestro in Capite; arcybiskup Senigallii; prefekt Świętej Kongregacji ds. Odpustów i Świętych Relikwii
- Gianantonio Davia (18 maja 1712) – kardynał prezbiter S. Callisto; arcybiskup Rimini
- Agostino Cusani (18 maja 1712) – kardynał prezbiter S. Maria del Popolo; arcybiskup Pawii
- Giulio Piazza (18 maja 1712) – kardynał prezbiter S. Lorenzo in Panisperna; arcybiskup Faenzy
- Antonio Felice Zondadari (18 maja 1712) – kardynał prezbiter S. Balbina
- Giovanni Battista Bussi (18 maja 1712) – kardynał prezbiter S. Maria in Aracoeli; arcybiskup Ankony
- Pier Marcellino Corradini (18 maja 1712) – kardynał prezbiter S. Giovanni a Porta Latina; prefekt Świętej Kongregacji Soboru Trydenckiego
- Armand Gaston Maximilien de Rohan de Soubise (18 maja 1712) – kardynał prezbiter bez tytułu; biskup Strasbourga
- Wolfgang Hannibal von Schrattenbach (18 maja 1712) – kardynał prezbiter S. Marcello; biskup Ołomuńca
- Giovanni Battista Tolomei SJ (18 maja 1712) – kardynał prezbiter S. Stefano al Monte Celio; kamerling Świętego Kolegium Kardynałów
- Benedetto Erba Odescalchi (30 stycznia 1713) – kardynał prezbiter Ss. Nereo ed Achilleo; arcybiskup Mediolanu
- Henri Thiard de Bissy (29 maja 1715) – kardynał prezbiter bez tytułu; biskup Meaux
- Innico Caracciolo (29 maja 1715) – kardynał prezbiter S. Tommaso in Parione; biskup Aversy
- Bernardino Scotti (29 maja 1715) – kardynał prezbiter S. Pietro in Montorio; prefekt Trybunału Apostolskiej Sygnatury Sprawiedliwości
- Niccolò Caracciolo (16 grudnia 1715) – kardynał prezbiter S. Martino ai Monti; arcybiskup Kapui
- Giovanni Patrizi (16 grudnia 1715) – kardynał prezbiter Ss. IV Coronati; legat apostolski w Ferrarze
- Niccolò Spinola (16 grudnia 1715) – kardynał prezbiter S. Sisto
- Giberto Bartolomeo Borromeo (15 marca 1717) – kardynał prezbiter S. Alessio; biskup Novary
- Imre Csáky (12 lipca 1717) – kardynał prezbiter bez tytułu; arcybiskup Kalocsa-Bács
- Giorgio Spinola (29 listopada 1719) – kardynał prezbiter S. Agnese fuori le mura
- Cornelio Bentivoglio (29 listopada 1719) – kardynał prezbiter S. Girolamo degli Schiavoni; legat apostolski w Romanii
- Thomas-Philippe Wallard d’Hénin-Liétard (29 listopada 1719) – kardynał prezbiter bez tytułu; arcybiskup Mechelen
- Gianfrancesco Barbarigo (29 listopada 1719) – kardynał prezbiter bez tytułu; biskup Brescii
- Michael Friedrich Althann (29 listopada 1719) – kardynał prezbiter S. Sabina; biskup Vác; ambasador Austrii wobec Stolicy Apostolskiej
- Giovanni Battista Salerni SJ (29 listopada 1719) – kardynał prezbiter S. Prisca
- Álvaro Cienfuegos Villazón SJ (30 września 1720) – kardynał prezbiter S. Bartolomeo all’Isola; biskup Katanii
- Benedetto Pamphilj OSIoHieros (1 września 1681) – kardynał diakon S. Maria in Via Lata; protodiakon Świętego Kolegium Kardynałów; bibliotekarz Świętego Kościoła Rzymskiego; archiprezbiter bazyliki laterańskiej; prefekt Trybunału Apostolskiej Sygnatury Łaski; wielki przeor zakonu joannitów w Rzymie
- Pietro Ottoboni (7 listopada 1689) – kardynał diakon S. Lorenzo in Damaso; wicekanclerz Świętego Kościoła Rzymskiego; archiprezbiter bazyliki liberiańskiej; protektor Francji
- Giuseppe Renato Imperiali (13 lutego 1690) – kardynał diakon S. Giorgio in Velabro; prefekt Świętej Kongregacji Dobrego Rządu; prefekt Świętej Kongregacji ds. Dyscypliny Zakonnej
- Lorenzo Altieri (13 listopada 1690) – kardynał diakon S. Agata in Suburra; komendatariusz opactwa terytorialnego Tre Fontane
- Carlo Colonna (17 maja 1706) – kardynał diakon S. Angelo in Pescheria
- Annibale Albani (23 grudnia 1711) – kardynał diakon S. Maria in Cosmedin; kamerling Świętego Kościoła Rzymskiego; archiprezbiter bazyliki watykańskiej; prefekt Fabryki Świętego Piotra; gubernator Frascati i Castelgandolfo; protektor Polski i zakonu joannitów
- Curzio Origo (18 maja 1712) – kardynał diakon S. Eustachio; legat apostolski w Bolonii
- Damian Hugo Philipp von Schönborn (30 stycznia 1713) – kardynał diakon S. Nicola in Carcere Tulliano; biskup Spiry
- Fabio Olivieri (6 maja 1715) – kardynał diakon Ss. Vito e Modesto; sekretarz ds. Brewe Apostolskich; komendatariusz opactwa terytorialnego S. Genesio w Brescello
- Giulio Alberoni (12 lipca 1717) – kardynał diakon bez tytułu; biskup Malagi

Wśród elektorów było czterdziestu ośmiu Włochów, dwóch Francuzów, trzech Niemców, jeden Węgier, jeden Niderlandczyk i jeden Hiszpan w służbie austriackiej.
Czterdziestu czterech elektorów mianował Klemens XI (1700 – 1721), pięciu Innocenty XII (1691–1700), pięciu Aleksander VIII (1689–1691), jednego (Pamphili) Innocenty XI (1676–1689) i jednego (Orsini) Klemens X (1670–1676).
Zgodnie z regułami kanonicznymi na konklawe zostało zaproszonych dwóch kardynałów, którzy w chwili śmierci Klemensa XI byli ekskomunikowani, jednak tylko jeden z nich (Alberoni) skorzystał z tego zaproszenia (francuski kardynał Noailles wymówił się z powodu zaawansowanego wieku).

### Nieobecni
Dwunastu kardynałów (trzech Włochów, czterech Francuzów, dwóch Portugalczyków, dwóch Hiszpanów i Niemiec):
- Galeazzo Marescotti (27 maja 1675) – kardynał prezbiter S. Lorenzo in Lucina; protoprezbiter Świętego Kolegium Kardynałów
- Louis-Antoine de Noailles (21 czerwca 1700) – kardynał prezbiter S. Maria sopra Minerva; arcybiskup Paryża
- Lorenzo Fieschi (17 maja 1706) – kardynał prezbiter S. Maria della Pace; arcybiskup Genui
- Christian August von Sachsen-Zeitz (17 maja 1706) – kardynał prezbiter bez tytułu; arcybiskup Esztergom i prymas Węgier; administrator diecezji Györ; protektor Austrii i Rzeszy Niemieckiej; najwyższy kanclerz Królestwa Węgier
- Nuno de Cunha da Ataíde (18 maja 1712) – kardynał prezbiter bez tytułu; generalny inkwizytor Portugalii
- Léon Potier de Gesvres (29 listopada 1719) – kardynał prezbiter bez tytułu; arcybiskup Bourges
- François de Mailly (29 listopada 1719) – kardynał prezbiter bez tytułu; arcybiskup Reims
- Luis Antonio Belluga y Moncada CO (29 listopada 1719) – kardynał prezbiter bez tytułu; biskup Kartageny
- José Pereira de la Cerda (29 listopada 1719) – kardynał prezbiter bez tytułu; biskup Faro
- Carlos de Borja y Centellas (30 września 1720) – kardynał prezbiter bez tytułu; patriarcha Indii Zachodnich
- Melchior de Polignac (18 maja 1712) – kardynał diakon bez tytułu; komendatariusz opactwa terytorialnego Saint-Pierre-de-Corbie
- Carlo Maria Marini (29 maja 1715) – kardynał diakon S. Maria in Aquiro

94-letni protoprezbiter Marescotti otrzymał nominację od Klemensa X, kardynał Noailles od Innocentego XII, a pozostałych dziesięciu od Klemensa XI.
Portugalscy kardynałowie Cunha i Pereira oraz Hiszpanie Moncada i Borja wyruszyli na konklawe, ale przybyli do Rzymu już po jego zakończeniu.

## Frakcje
Elektorzy byli podzieleni na grupę kardynałów kurialnych oraz dwa przeciwstawne sobie stronnictwa polityczne (habsburskie i burbońskie), z których każde liczyło po kilkunastu członków, choć precyzyjne określenie ich składów jest trudne z uwagi na rozbieżność źródeł i niejednoznaczną postawę wielu purpuratów:
- Partia burbońska (francusko-hiszpańska) – po raz pierwszy od XV wieku hiszpańscy i francuscy kardynałowie stali po tej same stronie. Liderem tej partii był francuski kardynał Rohan. Spośród uczestników konklawe należeli do niej też Francuz Bissy oraz grupa włoskich kardynałów sprzyjających Francji i Hiszpanii: Acquaviva d’Aragona (protektor Hiszpanii), Gualterio, Pico Della Mirandola, Patrizi, Bentivoglio, Origo, Altieri, weneccy kardynałowie Ottoboni i Cornaro oraz genueńscy kardynałowie Niccolò i Giorgio Spinola. Ottoboni, protektor Francji, nie był jednak w dobrych stosunkach z kardynałem Rohanem. Nie przybyli do Rzymu na czas hiszpańscy kardynałowie Moncada i Borja, choć wyruszyli w podróż.
- Partia cesarska (habsburska) – liderami tej partii byli cesarski ambasador Althan oraz Hiszpan Cienfuegos, który po zwycięstwie Burbonów musiał wyjechać z Hiszpanii. Zaliczano do niej kardynałów będących poddanymi cesarza, tj. austriackich kardynałów Schönborna i Schrattenbacha, węgierskiego kardynała Csáky, kardynała d’Alsace-Boussu z południowych Niderlandów, oraz kilkunastu kardynałów włoskich z posiadłości Habsburgów na Półwyspie Apenińskim: Giudice, Imperiali, Pignatelli, Ruffo, Salerni, Innico i Niccolò Caracciolo z królestwa Neapolu, oraz Borromeo, Cusani, Erba-Odescalchi i Scotti z księstwa Mediolanu. Nadto kardynał Davia, były nuncjusz w Wiedniu, pobierał pensję od cesarskiego dworu.
- Pozostali włoscy kardynałowie tworzyli grupę kurialną, która jednak nie stanowiła jednolitego stronnictwa i w jej ramach wyróżniano frakcję klementyńską (nominatów Klemensa XI) i tzw. Zelantów (Gorliwych), przy czym ich ścisłe rozgraniczenie nie jest możliwe. Kardynał Albani, bratanek Klemensa XI i naturalny lider „klementyńczyków”. teoretycznie mógł zjednoczyć pod swoim przywództwem aż 36 włoskich nominatów Klemensa XI, w praktyce jednak mógł liczyć najwyżej na piętnastu spośród nich. Przywódcą Zelantów, czyli stronnictwa przeciwnego świeckim wpływom na konklawe, był kardynał Fabroni (również nominat Klemensa XI). Grupowało ono, według różnych ocen, od sześciu do dwunastu purpuratów (m.in. Orsini, Pamphili, Spada, Barbarigo) w tym wielu mianowanych jeszcze przez poprzedników Klemensa XI.

Do żadnej frakcji nie zaliczano ekskomunikowanego kardynała Giulio Alberoni. Po przybyciu na konklawe był on bojkotowany praktycznie przez wszystkich elektorów.
Blisko 2/3 spośród kardynałów włoskiego pochodzenia było uważanych za papabile: Orsini, Pamphili, Barbarigo, Imperiali, Cornaro, Sacripanti, Boncompagni, Paolucci, Tanara, Pignatelli, Corsini, Gozzadini, Conti, Tolomei, Vallemani, Paracciani, Innico Caracciolo, Cusani, Scotti, Patrizi, Fabroni, Spada, Davia, Piazza, Corradini, Origo, Olivieri, Bussi. Instrukcje cesarza Karola VI dla jego przedstawiciela, kardynała Althana, nakazywały blokowanie, a w razie potrzeby oficjalne wykluczenie z grona kandydatów kardynałów Paolucci, Olivieri i Sacripanti, natomiast jako akceptowalnych wymieniały Pignatelliego, Tanarę, Contiego, Spadę, Boncompagni, Davię, Innico Caracciolo, Paraccianiego, Ruffo i Gozzadini. Francuzi, Genueńczycy i Wenecjanie popierali Giorgio Cornaro. Kardynałowie byli jednak zgodni co do jednego: po ponad 20-letnim pontyfikacie Klemensa XI należy wybrać papieża w starszym wieku, „przejściowego”.
Za faworyta konklawe uchodził arcybiskup Neapolu Francesco Pignatelli, który mógł liczyć na poparcie partii Albaniego, Gorliwych i Austrii.

## Konklawe

### Zmiany w składzie i liczbie elektorów
Konklawe rozpoczęło się mszą do Ducha Świętego celebrowaną przez dziekana Tanarę. Wzięło w niej udział, nie licząc Tanary, 26 kardynałów: Giudice, Paolucci, Barberini, Corsini, Acquaviva, Gualterio, Vallemani, Paracciani, Fabroni, Priuli, Conti, Zondadari, Corradini, Tolomei, Scotti, N. Spinola, G. Spinola, Althan, Salerni, Pamphili, Ottoboni, Imperiali, Altieri, Colonna, Albani i Olivieri. 1 kwietnia przybył Sacripanti, 2 kwietnia Rohan i Bentivoglio, 3 kwietnia Spada i Pico della Mirandola, 4 kwietnia Boncompagni, Patrizi i Origo, 6 kwietnia Ruffo i Gozzadini, 7 kwietnia Barbarigo, a 8 kwietnia Alberoni i Piazza. 9 kwietnia było zatem zaledwie 40 elektorów. 14 kwietnia dotarł Borromeo, a 16 kwietnia Odescalchi i Bussi (?). Prawdopodobnie 18 kwietnia na konklawe wszedł Orsini, 19 kwietnia Innico Caracciolo, 20 kwietnia Cienfuegos i prawdopodobnie Cornaro, 23 kwietnia Davia i Schrattenbach, 24 kwietnia Cusano. 28 kwietnia ciężko chory kardynał Paracciani opuścił konklawe. Czasowo obrady musiał opuścić także kardynał Salerni, ale powrócił 7 maja i wziął udział w decydującym głosowaniu. 1 maja dotarł Pignateli i Csáky, a mniej więcej w tym samym czasie przybył także Niccolò Caracciolo. 4 maja na konklawe wszedł kardynał Bissy, a jako ostatni 7 maja dotarli d’Alsace i Schönborn, ustalając finalną liczbę elektorów na 55.

### Przebieg obrad
Choć zgodnie z przyjętym zwyczajem kardynałowie kurialni powinni czekać na przybycie przedstawicieli mocarstw, tym razem kardynał Albani i sprzymierzeni z nim Gorliwi podjęli próbę dokonania wyboru papieża już w pierwszych dniach, bez swych zagranicznych kolegów. Również Ottoboniemu zależało na szybkim zakończeniu konklawe, gdyż, pomimo że należał do stronnictwa burbońskiego, nie był w dobrych stosunkach z nieobecnym w początkowej fazie kardynałem Rohanem. Kandydatem Albaniego i Gorliwych był sekretarz stanu Fabrizio Paolucci. W pierwszym głosowaniu rankiem 1 kwietnia dostał on 10 głosów (8 w scrutinium i 2 w fazie akcesu). W drugim głosowaniu tego samego dnia wieczorem w fazie scrutinium dostał 9 głosów, wobec czego kardynał Althan poinformował dziekana Świętego Kolegium, że cesarz Karol VI Habsburg nie akceptuje tej kandydatury. Kardynał Tanara odmówił ogłoszenia tej informacji pozostałym elektorom i zarządził procedurę akcesu, po której okazało się, że Paolucciemu brakuje już tylko trzech głosów do wyboru na papieża. Wówczas kardynał Althan złożył wobec Świętego Kolegium oficjalną i uroczystą deklarację o wykluczeniu sekretarza stanu przez cesarza Karola VI z grona kandydatów na papieża.
Cesarskie weto okazało się skuteczne, gdyż rankiem 2 kwietnia Paolucci nie otrzymał ani jednego głosu. Tego samego dnia na konklawe wszedł francuski kardynał Rohan, który podziękował Althanowi za zgłoszenie weta. W toku dalszych obrad sporadycznie zdarzało się, że Paolucci dostawał od jednego do czterech głosów, ale za każdym razem Althan przypominał o cesarskiej ekskluzywie.
Po upadku kandydatury sekretarza stanu przez najbliższe trzy tygodnie żaden z kardynałów nie otrzymał więcej niż sześć głosów. W tym czasie trwały intensywne negocjacje między przywódcami frakcyjnymi, w wyniku których doszło do zerwania sojuszu Albaniego z Gorliwymi.
8 kwietnia na konklawe wkroczył ekskomunikowany kardynał Giulio Alberoni. Zbojkotowali go wszyscy kardynałowie z wyjątkiem kamerlinga Albaniego, Paolucciego, Ottoboniego i Corsiniego. Przez resztę konklawe Alberoni nie uczestniczył aktywnie w żadnych rozmowach, ograniczając się jedynie do oddawania głosów w poszczególnych turach. Tego samego dnia, co Alberoni, na konklawe przybył też austriacki kardynał Schrattenbach ze świeżymi instrukcjami Wiednia. Nakazywały one wykluczenie wszystkich kandydatów będących poddanymi księstwa Toskanii. Karol VI obawiał się, że toskański papież może sprzeciwiać się roszczeniom Habsburgów do tronu toskańskiego po spodziewanym wygaśnięciu rodu Medyceuszy.
W ciągu następnych dwóch tygodni zaproponowano cały szereg kandydatów, z których jednak żaden nie uzyskał większości dwóch trzecich. Gorliwi popierali kardynała Spadę, ale bez większych sukcesów. Ottoboni zaproponował swojego rodaka, kardynała Cornaro, którego poparli też Francuzi, ale odrzuciła go Austria. Następnie Ottoboni wysunął kandydaturę florenckiego kardynała Corsiniego, ale nie zyskał on akceptacji ani Austrii, ani Francji. Albani i Rohan zaproponowali z kolei 78-letniego kardynała Innico Caracciolo, który wydawał się być idealnym kandydatem kompromisowym. Althan i Cienfuegos, który przybył 20 kwietnia, odrzucili go jednak, mimo że był poddanym Wiednia.
Począwszy od 19 kwietnia zaczęto rozważać na poważnie kandydaturę Michelangelo Conti. Wysunęli ją wspólnie Albani i Francuzi. Frakcja cesarska zasadniczo nie sprzeciwiała się tej kandydaturze, jednak Althan i Cienfuegos byli zdania, że należy poczekać na przybycie nieobecnych jeszcze kardynałów z Niemiec, Hiszpanii i Portugalii, co blokowało ostateczne rozstrzygnięcie. Ponadto Austria i Francja, zgadzając się co do kandydatury Contiego na papieża, zgłaszały wobec niego sprzeczne życzenia co do obsady głównych stanowisk w Państwie Kościelnym. Dodatkową przeszkodą był sprzeciw kardynała Acquavivy, który jako protektor Hiszpanii zagroził zgłoszeniem weta przeciw Contiemu, z uwagi na jego nieprzychylne Hiszpanii działania w okresie, gdy był nuncjuszem w Portugalii. Przeciwny Contiemu był też lider Gorliwych Fabroni, który zarzucał mu sympatyzowanie z herezją jansenistyczną. 25 kwietnia Conti uzyskał siedem głosów, więcej niż którykolwiek z kandydatów od zawetowania Paolucciego, ale wciąż za mało, by zostać papieżem.
Nad ranem 29 kwietnia do Rzymu przybył hrabia Franz Ferdinand Kinsky, ambasador nadzwyczajny cesarza Karola VI z kolejnymi instrukcjami dla Althana i Cienfuegosa. Nakazywały one poparcie w pierwszej kolejności Pignatelliego lub Tanary, a dopiero gdyby te kandydatury upadły, zezwalały na poparcie Contiego. Pignatelli przybył na konklawe dopiero 1 maja i od razu frakcja cesarska wysunęła jego kandydaturę. Francja i Gorliwi nie poparli go jednak, a Hiszpania zagroziła oficjalnym wetem, wobec czego Pignatelli sam wycofał swą kandydaturę. Drugi na liście cesarza kardynał Tanara nie został przez Althana i Cienfueogosa nawet zaproponowany, gdyż Albani i jego stronnicy już wcześniej zapowiedzieli, że nie poprą nikogo, kto nie byłby nominatem Klemensa XI. Ponadto Albani zagroził Althanowi, że jeśli wycofa swe poparcie dla Contiego, to on wraz ze swoją partią poprze kandydata Gorliwych, kardynała Spadę. W tej sytuacji Althan uznał, że nie należy już dłużej zwlekać i wraz z Cienfueogosem otwarcie poparł Contiego. 5 maja Rohan, Althan i Albani doszli do formalnego porozumienia co do tego kandydata. Gorliwi z Fabronim na czele początkowo się sprzeciwiali Contiemu, ale w końcu dali się przekonać do zmiany zdania. Głosowanie zaplanowano na poranek 8 maja, który był dniem św. Michała Archanioła, patrona kardynała Contiego.

## Wybór Innocentego XIII
Rankiem 8 maja 1721, w siedemdziesiątym piątym głosowaniu kardynał Conti otrzymał 54 z 55 oddanych głosów. Tylko on sam zagłosował na dziekana Świętego Kolegium Sebastiano Antonio Tanarę. Zaakceptował wybór, przyjmując imię Innocenty XIII, na cześć Innocentego III, pierwszego papieża z rodu Conti.
Kiedy protodiakon Benedetto Pamphili wygłosił formułę Habemus Papam, lud rzymski zareagował entuzjastycznie z uwagi na fakt, że elekt był rodowitym rzymianinem. Wybór Innocentego XIII spotkał się też z przychylną reakcją rządów Francji, Austrii i Portugalii. Jedynie Hiszpania nie była zadowolona z wyniku; krótko po zakończeniu konklawe do Rzymu przybyli spóźnieni hiszpańscy kardynałowie, którzy przywieźli weto swojego rządu przeciwko Contiemu. Ponieważ jednak wybór już został dokonany, nie miało ono znaczenia. 18 maja odbyła się uroczysta koronacja, a 16 listopada Innocenty XIII objął w posiadanie bazylikę laterańską, będącą kościołem katedralnym biskupa Rzymu.

## Uzupełniające źródła internetowe
- Lista uczestników konklawe 1721
- Sede Vacante 1721
- The Triple Crown
- Papal Library